# Lucien Monjauvis
Lucien Monjauvis, né le 2 décembre 1904 à Paris (Seine) et mort le 15 décembre 1986 à Paris, est un homme politique et syndicaliste français. Il est député de la Seine de 1932 à 1936 et préfet de la Loire de novembre 1944 à septembre 1947, puis de la Savoie jusqu'en novembre 1947.

## Biographie

### Origines et formation
Lucien Henri Monjauvis est le fils de Lucien Alfred, ajusteur, chef d'équipe aux usines Panhard et d'Émélie Louise Collet, mécanicienne en chaussures. Il est le deuxième de quatre enfants.
Formé à l'École d'apprentissage des usines Panhard, il devient ouvrier ajusteur. Il milite à la CGT dès 1919 et adhère au Parti communiste français en 1924. 

### Parcours politique
Il est député communiste de la Seine (2e circonscription du 13e arrondissement de Paris) de 1932 à 1936. Il est nommé membre de la commission de l'hygiène, de la commission du travail et de la commission de législation civile et criminelle. De 1937 à 1940, il est conseiller municipal de Paris et conseiller général de la Seine.
Mobilisé le 1er septembre 1939, il est fait prisonnier en juillet 1940. Revenu en France en 1943 sous une fausse identité, il entre dans la Résistance et assume des responsabilités au sein du Front national dans la zone sud.
Du 18 novembre 1944 au 17 septembre 1947, Lucien Monjauvis est préfet de la Loire délégué dans les fonctions, puis intégré en qualité de préfet. Et du 20 septembre 1947 au 24 novembre 1947, il est préfet de la Savoie.

### Responsabilités syndicales
En mars 1929, Lucien Monjauvis est secrétaire de l'Union CGTU des travailleurs de la Métallurgie de la région parisienne.
De 1948 à 1951, il est secrétaire de l'union CGT de la région parisienne, dont il devient après 1951 membre du bureau. La confédération le désigne pour entrer au Conseil économique et social. Dans cette instance, il est président du groupe CGT de 1951 à 1972.

### Famille
Le frère de Lucien Monjauvis, Auguste Monjauvis (1903-1992), est également un militant du PCF et de la CGT. Résistant, il est arrêté par la police française en septembre 1941, interné au camp de Rouillé en octobre, transféré en février 1942 au camp allemand de Royallieu d'où il est déporté par le convoi des 45000 à Auschwitz en juillet 1942. Déplacé au camp de concentration de Sachsenhausen en août 1944, il est libéré par les Soviétiques en mai 1945. Il reprend ses activités politiques et syndicales après-guerre.

## Publications
- Avec A. Zimmermann[9] et Me Haje, La Sanglante Provocation de Constantine. Rapport de la délégation ouvrière d'enquête, 1935[10].
- Jean-Pierre Timbaud, Éditions sociales, 1971, préface de Benoît Frachon.